# Emilio Lussu
Emilio Lussu (né le 4 décembre 1890 à Armungia, dans la province du Sud-Sardaigne, en Sardaigne – mort le 5 mars 1975 à Rome) est un homme politique, un écrivain et un militaire italien.

## Biographie

### Armungia, lieu de sa première formation démocratique
La famille d'Emilio appartient à la classe aisée d'Armungia, petit centre situé à Gerrei et à la limite de l'extrême pointe méridionale de la Barbagia. Grâce à l'exemple de son père, il vit dans un climat de principes égalitaires. Lussu a souvent présenté Armungia comme le lieu de formation de ses valeurs les plus profondes, respect de l'homme et du travail, participation démocratique et en définitive de son identité sarde : la langue natale, les traditions, l'orgueil des racines et la défense contre la vexation coloniale. Ces idées initiales se renforcèrent  au contact des courants républicains et socialistes du XXe siècle à Cagliari, Rome et Paris,.

### Lussu et la Grande guerre
En 1914, il est diplômé en droit de l'Université de Cagliari. Pendant cette période, il se range dans le camp des interventionnistes démocrates (républicains, salvemiani) afin que l'Italie entre en guerre contre l'Autriche et l'Allemagne. Il participe au conflit en qualité d'officier de réserve dans la Brigade Sassari constituée en grande partie de paysans et bergers sardes.

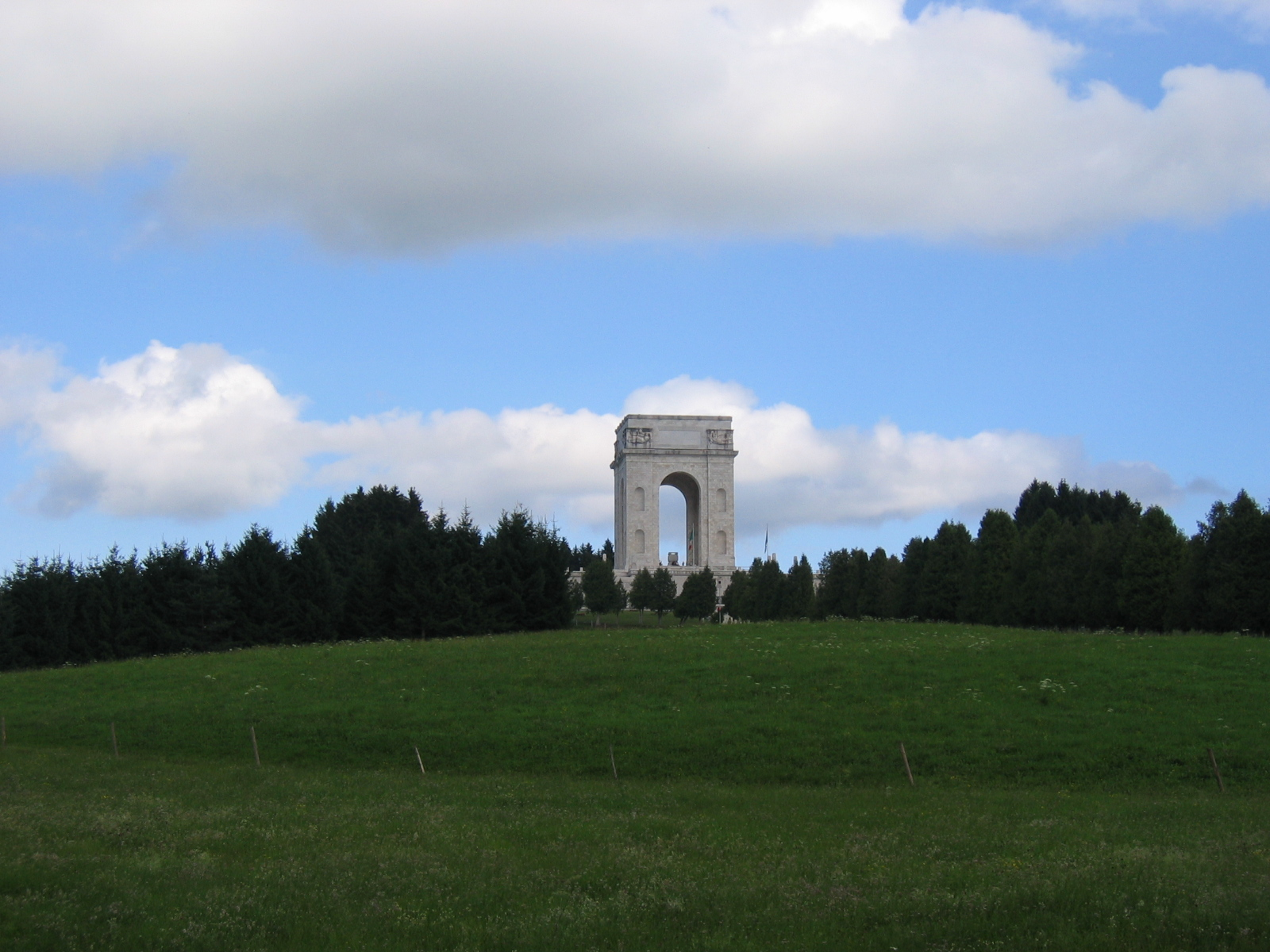
Le monument commémoratif des combats à Asiago

En 1916, la Brigade est envoyée sur les collines autour d'Asiago pour créer un front qui résiste, quel qu'en soit le coût, à l'arrivée des autrichiens à Vicence et à Vérone ; la victoire des Sardes lors des premiers combats est suivie d'une contre-attaque qui les contraint à rester sur place jusqu'au mois de juillet de l'année suivante. Ces combats très sanglants ont lieu sur le mont Zebio et à proximité de Castelgomberto et se transforment en guerre de tranchées.
Cette expérience lui inspire le chef-d'œuvre pour lequel il est principalement connu, Un anno sull'Altipiano, écrit en 1938 et qui est porté au cinéma en 1970 par Francesco Rosi sous le titre Les Hommes contre (Uomini contro). Il raconte la vie des soldats italiens dans les tranchées et décrit l'irrationnel, le non-sens de la guerre et la discipline militaire. Le roman sera publié en France sous le titre Les Hommes contre.

## L'antifasciste et le politique
À la fin de la guerre, Lussu, Camillo Bellieni et des anciens combattants créent le Parti sarde d'action, un mouvement autonomiste et fédéraliste qui pose au centre de son action la question nationale sarde. Ce mouvement rassemble les paysans et pasteurs sardes au nom de la distribution des terres et des pâturages contre les riches propriétaires agraires et les partis politiques qui les soutiennent. Le parti est créé en 1921 avec pour autre objectif d'empêcher la montée du mouvement des faisceaux de combat. La même année Lussu est élu à la Chambre des députés et il fait partie des députés de la "sécession aventiniana" qui protestèrent après l'assassinat du député Giacomo Matteotti.
Après une sous-évaluation du phénomène fasciste, sa position, par la suite, est des plus nettes et radicales. Il est à plusieurs reprises physiquement blessé et en 1926, il tire sur un agresseur qui tente de s'introduire dans sa maison à Cagliari. Le squadriste meurt des suites de ses blessures et Lussu est arrêté et jugé. La légitime défense lui est reconnue mais peu de temps après il est condamné à cinq ans d'internement à Lipari par le Tribunal Spécial.
Lussu s'évade en 1929 avec Carlo Rosselli et Francesco Fausto Nitti, ce dernier narrera l'évasion dans le livre Nos prisons et notre évasion (Le nostre prigioni e la nostra evasione) publié en édition italienne seulement en 1946 (la première édition en anglais date de 1929 avec pour titre Escape). Ils rejoignent Paris où Lussu écrit un livre sur les évènements des dix années passées (La catena). Avec Gaetano Salvemini et Carlo Rosselli, ils créent le mouvement antifasciste « Giustizia e Libertà », idéologiquement orienté vers le socialisme libéral, qui propose des méthodes révolutionnaires pour abattre le régime fasciste et éradiquer de la société ses principes culturels, économiques et politiques ; Lussu mène ses actions clandestines sous le nom de « Mister Mills ». En 1936, il est en Suisse pour se soigner de la tuberculose contractée en prison et il écrit un manuel sur la théorie de l'insurrection.
Il participe brièvement en raison de son état de santé à la guerre civile espagnole sur le front antifranquiste. Il ne retourne en Italie et en Sardaigne qu'après l'armistice de 1943, et y assiste à leur occupation par les nazis. Après la fusion de « Giustizia e Libertà » et du Parti d'action, il devient un des leaders de la nouvelle formation politique et il participe à la résistance à Rome tout en maintenant des rapports étroits avec le Parti Sarde d'Action. En qualité de leader de l'aile socialiste du parti, il mène l'opposition contre le courant libéral démocrate de Ugo La Malfa, un conflit qui provoquera la disparition du Parti d'action. Les mauvais rapports de Lussu avec la direction modérée et conservatrice du parti sarde d'après guerre conduit en 1948 à la rupture, le courant de Lussu crée un nouveau parti, le Parti Sarde d'Action Socialiste qui converge rapidement vers le PSI.
En 1945, il est nommé ministre dans le premier gouvernement d'unité nationale de l'Italie libérée présidé pour peu de temps par l'actionniste Ferruccio Parri, puis dans le gouvernement suivant du démocrate chrétien Alcide De Gasperi.
En 1964 il participe à la scission du PSI d'où naît le PSIUP (Parti socialiste italien d'unité prolétarienne) contre la politique d'accord menée par Pietro Nenni avec la démocratie chrétienne. Il se détache de ce nouveau parti au fur et à mesure du rapprochement du PSIUP avec le PCI.
Âgé, il rédige d'importantes pages d'histoire notamment sur le Parti d'action et il reste en contact avec sa terre dont il débattra des problèmes jusqu'à sa mort à Rome en 1975.

## Les incohérences de l'homme
Le changement de position concernant la guerre fut l'objet d'une intense discussion dans le monde politique ; jeune, il fut interventionniste, lors de l'exil imposé par les fascistes, auteur d'un manuel sur l'insurrection contre la tyrannie puis auteur d'un texte pacifiste, volontaire en Espagne. À l'âge de 23-24 ans, il fut un interventionniste démocratique et non nationaliste, beaucoup de ceux-ci se rangèrent dans le mouvement fasciste, l'expérience dramatique de la guerre lui fit comprendre l'absurdité de ce grand massacre dont il tira des enseignements ce qui influença une grande partie de ses choix politiques. Il lutta au côté des paysans et pasteurs sardes et s'opposa à la dictature fasciste et nazie au nom des principes de la justice sociale, de la liberté et de l'autonomie. Il était conscient que ces objectifs ne pourraient être atteints que militairement, d'où l'organisation des Arditi del Popolo contre les squadristi fascistes, le projet d'une insurrection antifasciste et républicaine en Sardaigne, la participation à la guerre d'Espagne et la lutte pour la libération dans le cadre du Parti d'action.
Certains affirment encore aujourd'hui « le soudain abandon de la cause sarde accompagné du reniement de sa terre ». Mais non seulement il ne renia pas ses racines, mais il avait du mépris envers ceux qui le faisaient. Il resta en contact avec de nombreux membres du monde politique sarde, y compris ceux dont il s'était éloigné après la scission. Il visita, en qualité d'homme politique, de nombreuses fois l'île et son pays natal. En sa qualité de parlementaire, il défendit les faibles prérogatives concédées au statut autonomie sarde, conscient qu'il s'agissait de bien peu face à l'objectif d'autonomie qu'il s'était fixé et il réclama l'attention du gouvernement et des autres forces politiques sur la nécessité d'améliorer les conditions économiques et sociales du peuple sarde et en particulier des classes laborieuses et prolétaires.

## Vie privée
Lussu épousa Joyce Salvadori, poétesse originaire des Marches, partisane et intellectuelle dont les premiers travaux furent appréciés par Benedetto Croce. Joyce publia des livres autobiographiques L'olivastro e l'innesto, Fronti e frontiere et un excellent travail de traduction du poète turc Nazım Hikmet. Ils eurent un fils, Giovanni.

## Listes des œuvres
- (it) La catena, 1930
- (it) Marcia su Roma e dintorni, 1932
- (it) Teoria dell'insurrezione, 1936
- (it) Per l'Italia dall'esilio, 1936
- (it) Un anno sull'Altipiano, 1938, adapté au cinéma en 1970 par Francesco Rosi sous le titre Uomini contro
- (it) La clericalizzazione dello Stato e l'arcivescovo di Cagliari, 1958
- (it) Sul Partito d'azione e gli altri, 1968
- (it) Il cinghiale del diavolo e altri scritti sulla Sardegna, 1976
- (it) Essere a sinistra: democrazia, autonomia e socialismo in cinquant'anni di lotte, 1976
- (it) Lettere a Carlo Rosselli e altri scritti di Giustizia e libertà, 1979
- (it) Discorsi parlamentari, 1986
- (it) La difesa di Roma, 1987
- (it) Alba Rossa Un libro di Joyce ed Emilio Lussu, 1991

### Œuvres traduites en français
- La Marche sur Rome et autres lieux (Marcia su Roma e dintorni), 1935 (réédition en version de poche, les éditions du Félin, 2023).
- Théorie de l'insurrection (Teoria dell'insurrezione), traduit par Alice Théron, 1971
- Les Hommes contre (Un anno sull'altipiano), traduit par Emmanuelle Genevois e Josette Monfort, 1995
- La chaîne - L'évasion de Lipari (La catena), traduit par Francis Pascal, 2014
- Le sanglier du diable (Il cinghiale del diavolo), traduit par Francis Pascal, 2014